# Секујени (Харгита)
Секујени (рум. Secuieni) насеље је у Румунији у округу Харгита у општини Секујени. Oпштина се налази на надморској висини од 377 m.

## Становништво
Према подацима из 2011. године у насељу је живело 628 становника.